# 羽衣学園中学校・高等学校
羽衣学園中学校・高等学校（はごろもがくえんちゅうがっこう・こうとうがっこう）は、大阪府高石市にある私立の中学校および高等学校。学校法人羽衣学園が運営している。

## 設置学科・コース
- 普通科
  - 文理特進Ⅰ類コース
  - 文理特進Ⅱ類コース
  - 進学コース

## 概要
高石市の北部、堺市（西区）との境界付近に立地する。系列の羽衣国際大学が東側に隣接している（羽衣国際大学の住所は堺市）。
当校設立と同じ1923年、高石町（現：高石市）が大字今在家を羽衣に改称している。羽衣の由来はこの地域に伝わる羽衣伝説。
部活動では、特にホッケー部が有名であり、岐阜各務野高校に次ぐ歴代第2位の全国タイトル計24回（全日本選手権3回・インターハイ10回・国体4回・高校選抜3回・高校チャンピオンズカップ4回）を誇る強豪校である。この他、女子ソフトボール部も全国大会やインターハイに出場するなどの実績がある。女子バスケットボール部も高校総体に出場経験がある。

## 沿革
- 1923年 - 羽衣高等女学校を設立開校
- 1940年 - 財団法人羽衣学園を設立
- 1947年 - 学校教育法に基づき羽衣学園中学校が発足
- 1948年 - 学校教育法に基づき羽衣学園高等学校が発足
- 1951年 - 学校法人羽衣学園に組織変更
- 1993年 - メリデン校（オーストラリア）と姉妹校提携を結ぶ
- 2008年 - 関西大学と高大接続パイロット校の協定を締結
- 2013年 - 中・高同時に男女共学となる

## 交通
- JR阪和線東羽衣駅、南海本線羽衣駅から東へ

## 著名な出身者
- コシノヒロコ（ファッションデザイナー）
- 藤原秀子（フォークシンガー）
- 久川綾（声優）
- 片山満津芳（元シンクロナイズドスイミング選手）
- 中西真知子（元トライアスロン選手）
- 駒澤李佳（ホッケー日本代表選手）
- 佐原礼香（元体操選手）
- 新竹優子（体操日本代表選手）
- 原田海（フリークライマー）
- 片山美紀（気象予報士）
- 森ほさち（元宝塚歌劇団花組トップ娘役）